# Теодор Качински
Теодор Джон Казински (на английски: Theodore John Kaczynski), също познат като Юнабомбър (на английски: Unabomber), е американски терорист, анархист, математик, примитивист и социален критик, който извършва поредица от атентати с писма-бомби в продължение на 20 години, при които убива трима и ранява 23 души.

## Биография
Теодор Качински е роден в град Чикаго, щата Илинойс, като в най-ранна детска възраст е обявен за дете чудо. Посещава Харвардския университет, където получава докторска степен по математика от Мичиганския университет. На 25 години става асистент преподавател в Калифорнийския университет в Бъркли, но след две години напуска доброволно.
През 1971 г. се премества да живее в самотно бунгало без ток и течаща вода, което построява сам в гориста местност, близо до град Линкълн, щат Монтана. Там той започва да изучава техники за оцеляване и се опитва да живее в отшелничество. Той решава да започне бомбената си кампания, след като наблюдава унищожаването на дивата природа в района около неговия дом, в резултат на сеч и строителство. В периода между 1978 и 1995 г. той изпраща 16 бомби до различни цели, включително университети и авиокомпании, които убиват три и раняват 23 души. След като е в списъка на ФБР за „най-търсените престъпници“, на 24 април 1995 г. той изпраща писмо до редакцията на вестник „Ню Йорк Таймс“, в което обещава „да се въздържа от тероризъм“, ако Таймс или „Вашингтон Поуст“ публикуват неговия манифест от 50 страници Индустриалното общество и неговото бъдеще (наречен от ФБР „Манифеста на Юнабомбър“). В изложението си относно индустриалното общество и неговото бъдеще, той твърди, че неговите бомбени атентати са крайна мярка, но са изключително необходими, за да се привлече вниманието към ерозията на човешката свобода, породена от модерните технологии, които изискват мащабна организация. Против публикуването на документа се излагат силни мотиви. Впоследствие още едно заплашително писмо е изпратено и Министерството на правосъдието на САЩ, заедно с директора на ФБР и главния прокурор препоръчват публикуване в името на безопасността на обществото и с надеждата да бъде разкрит автора. Пентхаус предлага да го публикува, но Качински отговаря, че след като Пентахус не е толкова „уважавана“, колкото другите медии, той „ще запази правото си да постави една (и само една) смъртоносна бомба, след като нашия материал е публикуван“. Документът най-накрая е публикуван от Ню Йорк Таймс и Вашингтон Поуст на 19 септември 1995 г. Пентхаус не го публикува никога.
Разследването на Юнабомбър е едно от най-скъпите в историята на ФБР. Преди да бъде установена неговата самоличност ФБР използва за неговия случай името ЮНАБОМ (UNABOM – „UNiversity and Airline BOMber“), в резултат на което медиите започват да го наричат Юнабомбъра. Въпреки всичките усилия на ФБР той не бива заловен в резултат на разследването. Вместо това, неговия брат и съпругата му разпознават стила на писане и убежденията на Качински в публикувания манифест, и съобщават на ФБР. В съда Качински освобождава служебно назначените му адвокати. Те искат да пледират за невменяемост, за да избегне смъртно наказание, но Качински смята, че е нормален. След като става ясно, че предстоящият процес по националната телевизия ще даде публичност на Качински, прокуратурата предлага съдебно споразумение, съгласно което той се признава за виновен и е осъден на доживотен затвор без замяна.